# جوناثان هوتون
جوناثان هوتون (بالإنجليزية: Jonathan Hutton)‏ هو عالم حيوانات بريطاني، ولد في 1956.